# Axur, re d'Ormus
Axur, re d'Ormus (ou "Axur, roi d'Ormus") est un opéra écrit par Salieri avec un livret de Da Ponte. La première eut lieu en 1788, à Vienne. Cet opéra est directement issu de Tarare, un opéra en français composé en 1787 par Salieri mais avec un livret de Pierre Beaumarchais.

## Historique
Carolina Crespi fait ses débuts à Barcelone en 1800 avec le rôle d'Elamir dans cet opéra aux côtés de sa mère.